# Torre di Gignod
La torre di Gignod o Torre di Calvino (in francese, tour de Gignod o tour de Calvin) è una torre medievale che si trova in località Château nel comune di Gignod, in Valle d'Aosta. Fu una delle tante torri di vedetta sparse in Valle d'Aosta per segnalare in modo efficiente l'avanzata di possibili nemici. Il toponimo può dar luogo a confusione: infatti, la torre di Gignod fu solo una torre sottoposta al governo del feudo dei signori di Gignod (de Gignio) facente capo al vero castello di Gignod, posto su un'altra altura: mentre la torre si è conservata fino a noi il maniero principale servì da cava per la costruzione della chiesa del paese.

## Storia
Per André Zanotto, che ne analizza la tipologia costruttiva, la sua edificazione risale probabilmente del XII - XIII secolo. Carlo Nigra riporta che il feudo di Gignod nel XII secolo apparteneva ai nobili Signori della Porta di Saint-Ours e di Quart, probabilmente proprietari anche del feudo di Etroubles, i quali possedevano anche il castello di Gignod, posto dove ora sorge la chiesa parrocchiale. La famiglia dei Gignod figura invece solo nel XIII-XV secolo.

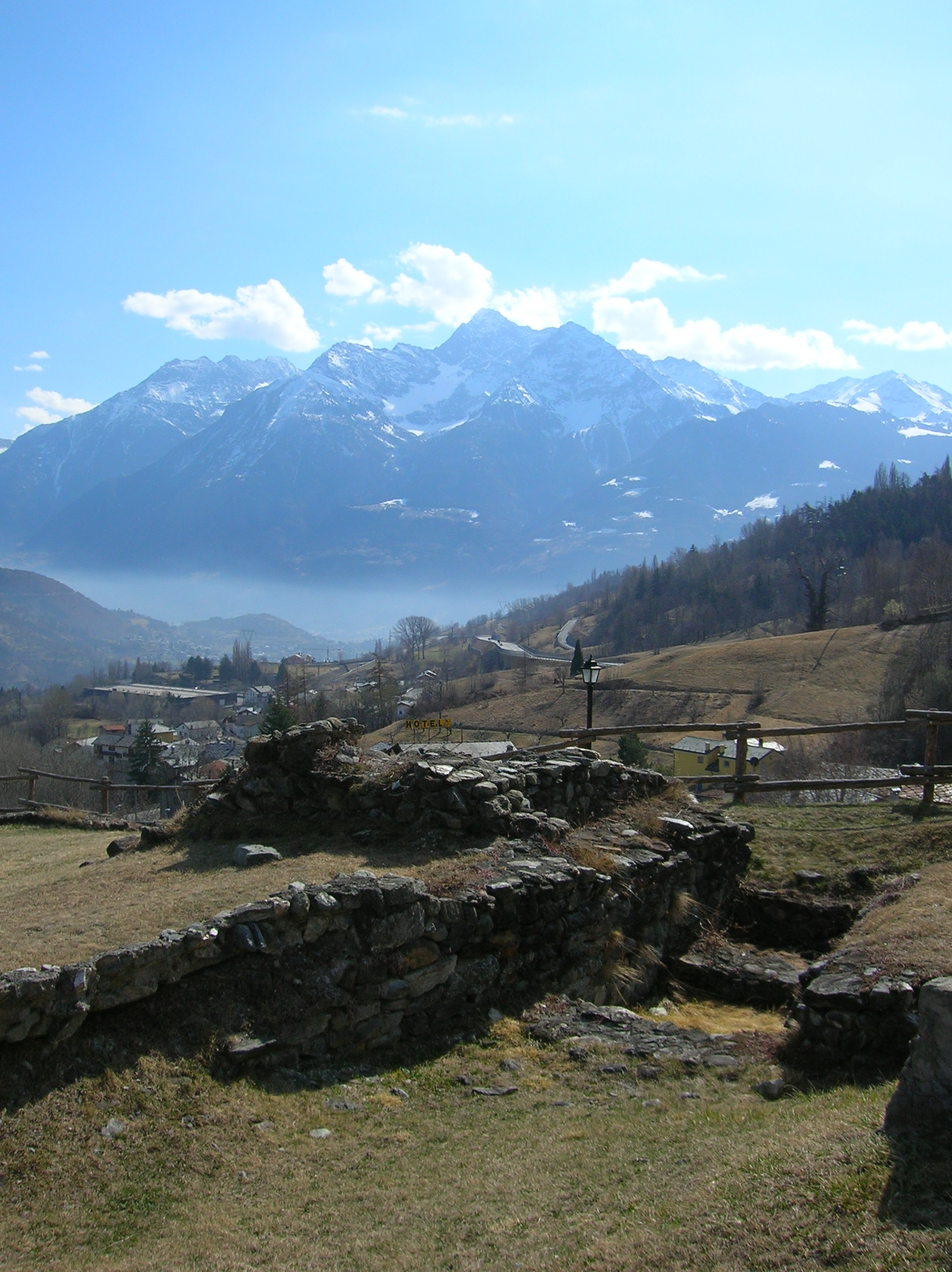
I resti di altri edifici intorno alla torre, nel Parc de La Tour.

Per André Zanotto risulta inaccettabile la tradizione che vuole la torre costruita intorno al 1536 quando i riformati svizzeri minacciarono il feudo, supponendo piuttosto che a quell'anno risalgano solo alcuni adattamenti architettonici. Probabilmente è dovuto a questo episodio l'appellativo secondario e poco usato della torre, cioè torre di Calvino.
La torre condivise a lungo la storia del feudo e del castello, passando anche in mani sabaude. Sappiamo che Giacomino d'Avise fu infeudato nel 1357 e divenne proprietario sia della Torre che del Castello di Gignod.
La torre è stata restaurata nel 1908, come bene di grande interesse monumentale e architettonico, ponendo i tiranti a tenere le mura e "cucendo" le importanti lesioni createsi nei secoli.
Oggi il promontorio della torre è stato recuperato con l'istituzione del Parc de La Tour, un giardino cittadino da cui si domina la vallata con spazio per il pic nic ai piedi della torre.

## Architettura

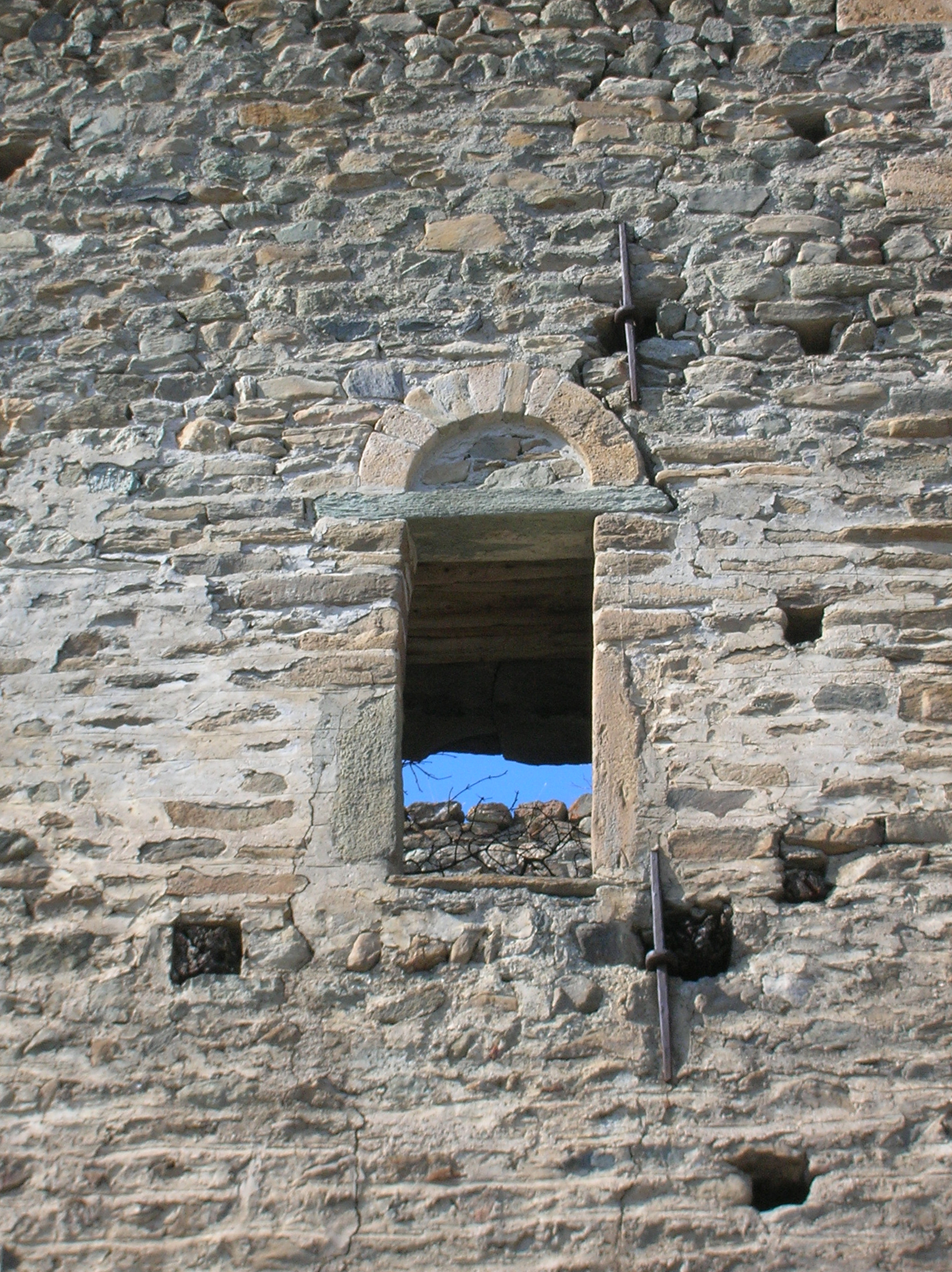
La porta di accesso rialzata della torre.

La torre è una tozza costruzione a pianta quadrata, alta circa 9 metri e mezzo, di cui restano solo le mura perimetrali. A una notevole altezza dal suolo si trovava la porta d'accesso: secondo l'uso frequente anche in altri dongioni valdostani, l'altezza dell'accesso permetteva, in caso di pericolo, di ritirare la scala a pioli di legno su cui si saliva per entrare, rendendo così più difficile l'accesso ai possibili nemici. Sopra la porta è presente un arco cieco di scarico in pietra.
Essendo senza finestre, nei muri della torre risaltano i fori di innesto delle travi di sostegno in legno, che reggevano i piani interni.
La torre era un tempo circondata da mura di cui restano alcune tracce, e che si rivedono ancora nelle incisioni del 1860 del pittore romantico francese Édouard Aubert insieme alla porta d'ingresso sul lato est. Di altri edifici si intuiscono le fondamenta.